# Стамена Димова
Стамена Вергилова Димова е доктор по педагогика (1980), авторка на учебна литература, дългогодишна преподавателка по литература в 18-о СОУ „Уилям Гладстоун“ и в НГДЕК „Св. Константин-Кирил Философ“, София.

## Биография
Стамена Димова е родена на 31 март 1935 г. като второто от трите деца на Цена и Вергил Димови. Баща й Вергил Димов (1901 – 1979) е адвокат в редица значими процеси, сред които и този срещу поета Никола Вапцаров, политик от БЗНС, един от водачите на БЗНС Врабча 1 и участва в правителствата на Народния блок през 1932 – 1934 г. и в кабинета на Константин Муравиев през септември 1944 г. Неин вуйчо е Димитър Гичев. Има един по-малък брат – Димо (р. 1946) и една по-голяма сестра – Кремена (р. 1932 г.), и двамата юристи.
Бащата на Димова прекарва 10 години в затвора като враг на народа. През това време семейството й оцелява с огромни усилия и благодарение на баба й и вуйна й от Пловдив, бидейки интернирано през 1948 г. в Карлово, след това в Попово и впоследствие в Пещера. На майка й не е позволено да работи, а на Димова и нейните брат и сестра – да учат висше образование. Поради тази причина тя е в пълна изолация в училището в Попово, постоянно е изпитвана от учителите, но има отличен успех. Изчита цялата библиотека на училището и на читалището, а в 7. клас вече е прочела „Хамлет“. В 7. клас кандидатства за членство в Комсомола, но й е отказан прием поради факта, че не желае да се отрече публично от делата на баща й.
Баща й Вергил Димов е освободен от затвора през 1954 г., получава амнистия от Вълко Червенков и е принуден да признае легитимността на управлението на Отечествения фронт след 9 септември. Семейството вече е продало всичкото продаваемо имущество, за да си осигури прехрана. Няколко години след това гражданските права на Димов са възстановени, а след това – и адвокатската му правоспособност. През 1956 г. Димова получава възможност да кандидатства в университет. Тя се готви да следва атомна физика и взима частни уроци. Разубеждава се, когато научава, че втората година ще трябва да учи в Москва. Решава да кандидатства френска и българска филология. След като не изкарва изпита по френски език, започва да следва българска филология в Софийския университет.
След завършването си е разпределена за Благоевград, но поради бременност остава в София. Първоначално е в българо-ромско училище, където преподава литература и френски език на 7. и 8. клас. След като ражда сина си през 1961 г., започва работа в 112-то училище в столицата, което се намира в сградата на 1-ва английска езикова гимназия. След това преподава дълги години български език и литература в прогимназиалния курс на 18-о средно училище „Уилям Гладстон“. През 1980 г. защитава дисертация на тема „Изграждане на художествено отношение към текста у учениците“, където разглежда работата си с ученици от 5. и 6. клас. Въпреки желанието й да преподава на по-горен курс училищният директор й отказва и през 1979 г. тя започва работа в НГДЕК „Константин-Кирил Философ“, където остава до 2000 г. След това преподава известно време в частно училище.
Умира на 23 декември 2022 г. в София на 87-годишна възраст.

## Друго
През 30-те г. баща й строи втората вила в село Панагюрски колонии, конфискувана му след 9 септември 1944 г. и впоследствие – върната. През пролетта на 2018 г. до вилата са отсечени множество вековни дървета.
Била е класна на актьора Михаил Билалов и на политика Тошко Йорданов.
Има един син – Вергил Стойнов (1961 – 2020), микробиолог, преподавател по биология и биоастролог. През 2020 г. той оспорва в съда забраната на здравния министър за влизане в парковете по време на пандемията от Covid-19.
Сестра й Кремена Димова е съпруга на проф. Иван Дерменджиев – един от доайените на административното право и майка на Ивайло Дерменджиев –  председател на Висшия адвокатски съвет от 2021 г. и през 2022 г. единственият българин, избран от ЕК за арбитър по двустранни спорове по договори между Брюксел и трети страни.

## Авторство
- Работа с учебниците-христоматии по литература за 5.-6. клас. София: Народна просвета, 1972 (с И. Котова)
- Работа с учебника-христоматия по литература: За VII клас на общообразователните трудово-политехнически училища. София: Народна просвета, 1974 (с И. Котова, И. Маразов и Д. Немцов)
- Литература. Ръководство за учителя на пети клас. София: Народна просвета, 1977 (с И. Котова)
- Литература. Ръководство за учителя на шести клас. София: Народна просвета, 1978 (с И. Котова)
- Изграждане на елементи на естетическо отношение към езика у учениците от V клас. София: 1979
- Литература: [Метод.] ръководство за учителя на VII кл. [на ЕСПУ]. София: Народна просвета, 1979 и 1980 (преработено и допълено изд.) (с И. Котова, С. Кръстева, Р. Георгиева, И. Маразов и Л. Дъбова)
- Развитие на речта: IV-VII клас: Методика за учителя. София: Народна просвета, 1979 и 1983 (с И. Котова, П. Мутева и Н. Матеева)
- Изграждане на естетическо отношение към езика. София: Народна просвета, 1982
- Литература в средното училище: Методика на учителя. София: Народна просвета, 1986 (с И. Братоев, И. Котова, К. Йорданова, М. Цоцова-Додова, Н. Матеева, Р. Йовева)
- За литературния въпрос и отговор. София: Народна просвета, 1987
- Отговор на литературен въпрос за 7. клас. София: Анубис, 1994 и 1995 ISBN 954-426-062-5
- Книга за учителя по литература: В XI клас на СОУ.  София: Просвета, 1996 ISBN 954-01-0818-7
- Христоматия по литература: За XI клас на СОУ.  София: Просвета, 1996 и 1999 ISBN 954-01-0797-0 (с М. Цанева, Й. Каменов, С. Гьорова, Д. Кирков и Т. Жечев)
- Книга за учителя по литература: В X клас на СОУ. София: Просвета, 1997 ISBN 954-01-0817-9
- Разработки по литература за кандидатстване в елитни училища. София: Анубис, 1997 ISBN 954-426-152-4 (с К. Кенарова и Н. Маджирова)
- Отговор на литературен въпрос - VII клас. София: Анубис, 1998 ISBN 984-426-062-5
- Самоучител - подготовка по Българска литература за учениците от последните класове - Първа книга. Изд. „Бан Мар“ 2002 ISBN 954-9797-18-X
- Самоучител за съчинение-разсъждение за 7. клас. Част 1-2. Изд. „Бан Мар“ 2003 ISBN 954-9797-02-3 и ISBN 954-9797-10-4
- Самоучител по литература - книга 1: Христо Ботев, Алеко Константинов, Иван Вазов. Изд. „Бан Мар“ 2010 ISBN 978-954-9797-44-2 (забел: 1. изд. 2003 със загл. Самоучител за съчинение-разсъждение - VII клас)
- Самоучител по литература - книга 2: Поети на България. От Пенчо Славейков до Никола Вапцаров. Изд. „Бан Мар“ ISBN 954-9797-19-8 (забел: 1. изд. 2003 със загл. Самоучител за съчинение-разсъждение - 7 клас)
- Самоучител по литература - книга 3: Разказвачите на България. Елин Пелин, Йордан Йовков, Димитър Димов, Димитър Талев. Изд. „Бан Мар“ 2015
- Тестове за Държавен зрелостен изпит по български език и литература. Изд. „Бан Мар“ 2011 ISBN 978-954-9797-51-0 (с М. Банова)
- Тестове. Правила, съчинения и есета. Подготовка за матура. Изд. „Бан Мар“ 2013 ISBN 9789549797527 (с М. Банова)
- Фразеологичен речник на българския език. Подбрано. Изд. „Бан Мар“ 2014 ISBN 978-954-9797-53-4 Онлайн (с М. Банова)
- Насаме с книгата и листа. Изд. „Анубис“ ISBN 954-426-148-6
- Незнайно накъде, но знайно защо. Повече от мемоари. София: ДиМакс, 2022 ISBN 978-954-782-091-3
- Закъснели думи. Изд. „Бан Мар“ ISBN 978-954-9797-41-1